# Túmulo do Soldado Romano
A Tumba do Soldado, também chamada de Tumba do Soldado Romano, é uma das tumbas mais bem preservadas da antiga cidade de Petra. Embora sua fachada seja a característica mais reconhecível - com três figuras esculpidas inseridas entre as colunas - o complexo do túmulo consiste em vários elementos arquitetônicos diferentes com vários graus de preservação. Além da fachada da tumba, há um pátio associado, os restos de vários edifícios de dois andares, salas talhadas na rocha, um triclínio (ou sala de jantar formal) e várias grandes cisternas. A fase de construção principal do complexo da tumba ocorreu durante o terceiro quarto do século I d.C.